# Nederlanders in het Singaporese voetbal
Nederlanders in het Singaporese voetbal geeft een overzicht van Nederlanders die een contract hebben (gehad) bij Singaporese voetbalclubs.

## Voetballers
| Naam             | Club                 | Van  | Tot  | Opmerkingen |
| ---------------- | -------------------- | ---- | ---- | ----------- |
| Ignacio Tuhuteru | Sembawang Rangers FC | 1997 | 1997 |             |

## Overige functies
| Naam           | Club                    | Van  | Tot  | Opmerkingen |
| -------------- | ----------------------- | ---- | ---- | ----------- |
| Robert Alberts | Tanjong Pagar United FC | 1996 | 1998 | Trainer     |
| Robert Alberts | Home United FC          | 1999 | 1999 | Trainer     |

Voetbalbonden ·
Albanië ·
Angola ·
Armenië ·
Australië ·
Azerbeidzjan ·
Bahrein ·
België ·
Bhutan ·
Bulgarije ·
Canada ·
China ·
Congo-Kinshasa · 
Cyprus ·
Denemarken ·
Duitsland ·
Egypte ·
Engeland ·
Estland ·
Ethiopië ·
Faeröer ·
Filipijnen ·
Finland ·
Frankrijk ·
Georgië ·
Ghana ·
Griekenland ·
Hongarije ·
Hongkong ·
Ierland ·
IJsland ·
Indonesië ·
Iran ·
Israël ·
Italië ·
Japan ·
Kazachstan ·
Koeweit ·
Litouwen ·
 Luxemburg ·
Maleisië ·
Malta ·
Marokko ·
Mexico ·
Namibië ·
Nieuw-Zeeland ·
Noorwegen ·
Oekraïne ·
Oezbekistan ·
Oostenrijk ·
Polen ·
Portugal ·
Qatar ·
Roemenië ·
Rusland ·
Rwanda ·
Saoedi-Arabië ·
Schotland ·
Singapore ·
Slovenië ·
Slowakije ·
Spanje ·
Tanzania ·
Turkije ·
Tuvalu ·
VAE ·
Venezuela ·
Verenigde Staten ·
Vietnam ·
Zimbabwe ·
Zuid-Afrika ·
Zuid-Korea ·
Zweden ·
Zwitserland